# Jennifer Walcott

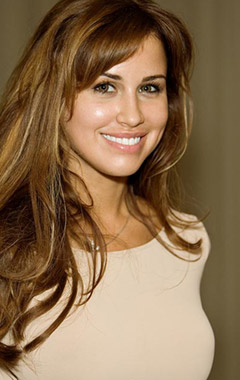
Jennifer Walcott (2004)

Jennifer Walcott (* 8. Mai 1977 in Youngstown, Ohio) ist US-amerikanisches Model und Schauspielerin. Sie ist vor allem als Playboy-Playmate bekannt.
Sie war auf den Titelseiten von Zeitschriften wie Muscle & Fitness, Hers, Physical und Iron Man zu sehen. Im August 2001 wurde sie Playmate des Monats. Nachdem sie im Jahre 2005 in dem Film American Pie präsentiert: Die nächste Generation in einer Duschszene zu sehen war, machte sie im Jahre 2008 in dem Film American Summer mit.

## Filmografie
- 2005: American Pie präsentiert: Die nächste Generation
- 2008: American Summer

## Playboy-Ausgaben
- Playboy's Nude Playmates April 2002, Seite 88–91.
- Playboy's Book of Lingerie Vol. 86, Juli 2002.
- Playboy's Playmate Review Vol. 18, August 2002, Seite 56–61.
- Playboy's Playmates in Bed Vol. 6, Dezember 2002, Cover, Seite 1, 4–9.
- Playboy's Barefoot Beauties Vol. 4, Januar 2003.
- Playboy's Book of Lingerie Vol. 89, Januar 2003.
- Playboy's Nude Playmates April 2003, Cover, Seite 1–7, 42–47.
- Playboy's Book of Lingerie Vol. 92, Juli 2003.
- Playboy's Nudes September 2003.
- Playboy's Playmates in Bed Vol. 7, November 2003, Seite 38–43.
- Playboy's Book of Lingerie Vol. 95, January 2004, Cover, Seite 1, 32–35, 56–57.
- Playboy's Nude Playmates März/April 2006, Cover, Seite 1, 52–57.
- Playboy's Playmates in Bed Januar 2007, Seite 18–23.
- Playboy's Book of Lingerie Februar 2008, Cover, Seite 1, 4–9.